# 南孝温
南 孝温（ナム・ヒョオン、남효온、1454年 - 1492年）は、李氏朝鮮前期の文臣。字は伯恭、号は秋江・杏雨・碧沙・最楽堂。本貫は宜寧南氏。端宗を排除して世祖が即位した癸酉靖難に憤慨して官職を辞職した生六臣の一人。。開国功臣南在の子孫で、兵曹判書南怡・領議政南袞・文臣南褒の縁戚にあたる。

## 生涯
世祖が幼い端宗を追放したことを常に気にかけ、夢に端宗の母の顕徳王后が現われ、息子を殺したことを責め、世祖が移転させた顕陵（顕徳王后の御陵）の復位を上訴した。しかし任士洪・鄭昌孫に阻まれ、志を果たせずと、世を捨て、流浪生活で人生を終えた。
死後1504年に、甲子士禍時金宗直の門人で廃妃尹氏の復位を主張したことから剖棺斬屍なった。著書の『六臣伝』は、粛宗時刊行された。中宗8年（1513年）、顕徳王后の復位が実現すると名誉回復されて左承旨を追贈されたし、1782年また吏曹判書に追贈された。

## 学問
洪裕孫・鄭希良と同じく金宗直・金時習の弟子であった。領議政南在の5代孫であり。金宗直の門下で金宏弼・鄭汝昌などとともに修学し、朱渓正・李深源・安応世などと親交を結んだ。
特に36歳（1489年）に、関西地方を旅行し、平壌で詠んだ『檀君墓謁見』という詩が知られる。
檀君生我青丘衆 / 教我彝倫浿水邊 / 採薬呵斯今萬世 / 至今人記戊辰年
戊辰年とは檀君が建国した紀元前2333年である。この詩は檀君に対する賛美であり、関西地方の古朝鮮・高句麗・高麗などの遺跡地を踏破して、民族の自負心と矜持を現わした。檀君墓に対する論難で当時（1489年前後）平壌にあったという檀君墓に関心が集められていたからである。

## 家族
- 曾祖父 : 南簡
  - 祖父 : 南俊
  - 祖母 : 姜碩徳の娘
    - 叔父 : 南悌
    - 叔父 : 南慄
      - いとこ : 南孝純

    - 父 : 南恮
    - 母 : 李谷の娘
      - 妻 : ?
        - 子 : 南충세
        - 壻 : 任誠
        - 壻 : 이온언(한산군 이손의の三男)
        - 孫娘(남충세の娘)壻:유관(左議政 유홍을の父)
        - 孫娘(남충세の娘)壻:이강(한산군 이손의の孫)

이강の長男이준인の娘が左議政유홍의の妻

## 著書
- 《秋江冷話》
- 《六臣傳》
- 《睡鄕記》
- 《秋江集》
- 《師友名行録》
- 《高談詭説》
- 《神論》